# Johan Herman Schrader
Johan Herman Schrader, född 9 januari 1684 och död 21 oktober 1737, var en dansk kyrkoherde i Tønder. Han satte samman den så kallade Tønderske Psalmebog, i vilken biskopen i Ribe, Hans Adolf Brorson, fann de flesta av psalmerna han översatte från tyska till danska. Schrader hade själv författat psalmtexter och finns representerad i den danska Psalmebog for Kirke og Hjem.

## Psalmer
- O Gud, fornuften fatter ej
- Hvor lystig, sød og yndig
- Jesus han er syndres ven
- Vor tro er den forvisning på
- O Jesus, som er kommet at